# جاك كورنيل
جاك كورنيل (بالإنجليزية: Jack Cornell)‏ هو لاعب كرة قدم أمريكية أمريكي، ولد في 4 يونيو 1989 في كوينسي في الولايات المتحدة.

## وصلات خارجية
- جاك كورنيل على موقع مرجع كرة القدم المحترفة.كوم (الإنجليزية)